# Богараш (Північно-Бацький округ, Воєводина)
Богараш (серб. Богараш) — село в Сербії, належить до общини Бачка-Топола Північно-Бацького округу в багатоетнічному, автономному краю Воєводина.

## Населення
Населення села становить 91 особа (2002, перепис), з них:
- мадяри — 90 — 95,74 %;
- серби — 1 — 1,06 %;